# Бургос - Монтерей (трубопровід для ЗНГ)
Трубопровід Бургос — Монтерей — споруджена у Мексиці система для доставки зрідженого нафтового газу (ЗНГ) з газопереробного заводу у Бургос (штат Тамауліпас) до дистрибуційного терміналу у Монтеррей (штат Нуево Леон).
Власником трубопроводу є компанія IEnova, дочірнє підприємство американської Sempra Energy Company (Сан-Дієго, Каліфорнія), яка у 2000-х роках почала інвестувати у розвиток трубопровідної мережі Мексики. Проект Бургос — Монтеррей став першим приватним трубопроводом для ЗНГ в країні, проте постачальником ресурсу та єдиним отримувачем протранспортованого продукту є державний нафтовий гігант PEMEX, який уклав з IEnova контракт до 2027 року (з можливістю продовження до 2032 року).
Джерелом поставок є газопереробний завод у басейні Бургос, який, на відміну від зосереджених у південній частині країни ГПЗ, займається вилученням компонентів ЗНГ не з попутного, а з вільного природного газу. Перші чотири лінії заводу ввели в експлуатацію у 2004—2006 роках, а у 2007-му він отримав можливість відвантажувати ЗНГ по трубопроводу до Монтеррей. Довжина трубопроводу 190 км, діаметр 300 мм, проектна потужність до 34 тисяч барелів на день. У кінцевій точці маршруту споруджено два резервуари, розраховані на зберігання 40 тисяч барелів ЗНГ.